# 栃木市
栃木市（日语：／ Tochigi shi */?）是栃木縣南部的一市。是栃木縣南部的行政中心都市。廢藩置縣後一度為舊栃木縣（現在栃木縣南部與群馬縣一部分）的縣廳所在地。
全日本共有三個市以縣名作為市名，卻不是該縣縣廳所在地，本市即為其中之一，另外兩個是山梨市和沖繩市。